# 馬克·克里茨
馬克·克里茨（Mark Critz；1962年1月5日—）是美國的一位政治人物。在2010年5月至2013年1月期間，克里茨曾經擔任賓西法尼亞州第12選舉區選出的美國眾議院議員。他的黨籍是民主黨。他在2012年的選舉中不敵凱斯·羅斯福斯，未能連任。